# NBC Nightly News
NBC Nightly News est l'édition du soir du journal télévisé du réseau de télévision américain NBC. Lancé le 3 août 1970, il est présenté en semaine par Tom Llamas à partir du 2 juin 2025, le samedi par José Díaz-Balart et le dimanche par Hallie Jackson, en direct à 18 h 30 pour la côte est et occasionnellement mis à jour pour la côte ouest.

## Diffusion à l'international
Du fait de sa rediffusion sur la chaîne CNBC Europe, le journal du soir du réseau NBC est visible dans toute l'Europe et notamment en France.